# Willebrand-Jürgens-Syndrom
Das Von-Willebrand-Syndrom (vWS, auch Von-Willebrand-Jürgens-Syndrom) ist die häufigste angeborene hämorrhagische Diathese (Blutungsneigung), bei der die Aktivität des Faktor-VIII-Trägerproteins, auch Von-Willebrand-Faktor genannt, verringert ist. Als Folge kann die normale Blutgerinnung gestört sein. Die Erkrankung kann auch völlig symptomfrei verlaufen.
Häufige Behandlungsformen sind die Arzneistoffe Desmopressin oder Blutgerinnungsfaktor-VIII-Konzentrat.

## Begriffsherkunft
Das Syndrom ist nach dem finnischen Arzt Erik Adolf von Willebrand (1870–1949) und dem deutschen Arzt Rudolf Jürgens (1898–1961) benannt.

## Epidemiologie
Das Von-Willebrand-Jürgens-Syndrom ist die häufigste vererbte Blutungskrankheit. Die Prävalenz wird auf 800/100.000 Menschen geschätzt, wobei nur 12,5/100.000 Menschen signifikante Symptome haben. Ein schweres Von-Willebrand-Jürgens-Syndrom ist sehr selten und betrifft weniger als 0,3/100.000 Menschen. Erworbene Formen sind beschrieben, jedoch sehr selten. Der Erbgang ist in der Regel autosomal-dominant, die schweren Formen und einige Subtypen werden jedoch autosomal-rezessiv vererbt. Männer und Frauen sind etwa gleich häufig betroffen.

## Ätiologie
Es handelt sich um eine Gruppe von hämorrhagischen Diathesen, deren Gemeinsamkeit ein vererbter quantitativer oder qualitativer Defekt des Von-Willebrand-Faktors (abgekürzt VWF) ist. Es werden drei verschiedene Typen der Erkrankung unterschieden, bei denen der VWF entweder weniger (Typ I und II) oder gar nicht (Typ III in 5 % der Fälle) produziert wird. Es werden sowohl die primäre (zelluläre) Hämostase durch die gestörte Thrombozytenadhäsion beeinträchtigt als auch die sekundäre (plasmatische) Hämostase. Letzteres liegt an der Funktion des VWF als Trägerprotein des Faktors VIII. Ein Fehlen von Faktor VIII (Antihämophilie-A-Faktor) führt zu einer fehlenden positiven Rückkopplung sowie zum Nicht-Ausbilden des Komplexes der endogenen Faktoren zur Aktivierung des Faktors X. Beide Punkte führen damit zu einer der Hämophilie A ähnlichen Symptomatik.
Seltene erworbene Formen des Von-Willebrand-Jürgens-Syndroms treten meistens als Begleiterkrankung
- unter anderem bei Herzklappendefekten, vor allem der Aortenstenose,
- im Rahmen einiger Autoimmunerkrankungen, zum Beispiel der IgA-Vaskulitis, und
- bei Krankheiten des lymphatischen Systems, etwa malignen Lymphomen,

oder als Nebenwirkung einer Therapie mit Valproinsäure auf.

## Einteilung
Das vWS zählt grundsätzlich zu den Koagulopathien (Erkrankungen der (plasmatischen) Gerinnung), gleichwohl es auch die zelluläre Kaskade beeinflusst und auch in der klinischen Erscheinung eher einer Mischform zwischen plasmatischer und korpuskulärer Hämostasestörung entspricht.
Das Von-Willebrand-Jürgens-Syndrom tritt in drei Formen auf.

### Typ 1
Beim Typ 1 des Von-Willebrand-Jürgens-Syndroms liegt ein quantitativer Mangel des Von-Willebrand-Faktors vor. 60–80 % der Fälle entsprechen dem Typ 1. Klinisch zeigen die meisten Patienten jedoch eine milde Symptomatik. Ein nahezu normales Leben ist möglich. Auffälligkeiten entstehen durch die Neigung der Betroffenen zu langanhaltenden Blutungen und zu Nachblutungen nach operativen Eingriffen, durch die Ausbildung großflächiger Hämatome und durch gehäufte Menorrhagien bei weiblichen Betroffenen.
Typ 1 wird autosomal-dominant vererbt, die Penetranz ist variabel.

### Typ 2
Der Typ 2 des Von-Willebrand-Jürgens-Syndroms wird autosomal-dominant vererbt und ist bei etwa 15 % der Betroffenen festzustellen. Charakteristisch ist dabei das Vorhandensein qualitativer Defekte des Von-Willebrand-Faktors. Es werden die Unterformen 2A, 2B, 2M und 2N unterschieden. Typ 2A ist darunter am häufigsten anzutreffen.

### Typ 3
Die klinisch am schwersten verlaufende, jedoch auch seltenste Form des Von-Willebrand-Jürgens-Syndroms ist der Typ 3. Die Betroffenen haben homozygote oder compound-heterozygote Mutationen des vWF-Gens. Daraus resultiert ein völliges Fehlen oder eine starke Verringerung (< 5 %) des vWF. Der Typ 3 wird autosomal-rezessiv vererbt.

## Klinik
Die klinische Symptomatik ist nicht einheitlich. Ein Verdacht sollte sich bei folgenden Symptomen ergeben:
- erhöhte Blutungstendenz
- heftige rezidivierende Epistaxis (Nasenbluten)
- Neigung zur Ausbildung großflächiger Hämatome
- lange und ausgiebige Blutung auch nach kleineren chirurgischen Eingriffen (z. B. Zahnextraktion)
- verlängerte und verstärkte Menstruation (Menorrhagie)
- Gelenkeinblutungen (Hämarthrose)

## Diagnostik
Die Diagnose des Von-Willebrand-Syndroms geschieht klinisch und laborchemisch. Die Diagnostik umfasst die Dokumentation vergangener Blutungen (Blutungsanamnese), das Erfassen ähnlicher Symptome und Erkrankungen in der Familie und bei Vorfahren (Familienanamnese) sowie Blutuntersuchungen. Blutungsscores sind eine Möglichkeit, Blutungen in der Vorgeschichte eines Patienten strukturiert zu erfassen. Sie korrelieren generell mit dem Schweregrad eines Von-Willebrand-Syndroms. Typ 3 Patienten haben die höchsten Blutungsscores, Typ 2 mittlere und Typ 1 Patienten die niedrigsten Scorewerte.
Es gibt keinen Gentest, der die am häufigsten vorkommende Von-Willebrand-Syndrom Variante Typ 1, bestätigen kann.
Standarduntersuchungen der Blutgerinnung des Blutbilds sind meistens im Normalbereich. Dortige Abweichungen (mit Ausnahme der beim vWS gelegentlich veränderten aPTT) deuten auf eine andere Blutungserkrankung oder zusätzliche Krankheiten hin; eine passende Patientenvorgeschichte und körperlichen Untersuchung vorausgesetzt. Die Zahl der Blutplättchen kann in Fällen von Von-Willebrand-Syndrom Typ 2B erniedrigt sein.
Die ersten Laboruntersuchungen, um das Von-Willebrand-Syndrom ein- oder auszuschließen, sollten sein:
1. Von-Willebrand-Faktor: Ristocetin-Cofaktoraktivität
2. Von-Willebrand-Faktor-Antigen
3. Faktor VIII-Aktivität

Die Ergebnisse der verschiedenen Blutuntersuchungen sind ein Kontinuum; sie können nur zusammen betrachtet werden. Diverse andere physiologische Zustände und Varianten in bestimmten Genen (zum Beispiel ABO, STXBP5, CLEC4M) können die Menge des Von-Willebrand-Faktors im Blut verändern.

### Differenzialdiagnosen
Differenzialdiagnosen umfassen andere erworbene oder vererbte Blutungsneigungen und auch die Möglichkeit, dass die Person gar keine Blutungsneigung hat.
- Milde Hämophilie A
- Erbliche Thrombozytopathien (Bernard-Soulier-Syndrom, Platelet-type (pseudo) vWS)
- Erworbenes Von-Willebrand-Syndrom (Erworbene Von-Willebrand-Faktor Dysfunktion)

## Therapie
Eine Dauertherapie ist meistens nicht notwendig. Vermieden werden sollten acetylsalicylsäurehaltige Medikamente (wie z. B. Aspirin), da diese die Thrombozytenfunktion zusätzlich hemmen. Übermäßige Regelblutungen können mit einem hormonellen Kontrazeptivum mit höherem Gestagenanteil reguliert werden.
Vor operativen Eingriffen ist die Gabe von Desmopressin zu empfehlen. Nach einer Desmopressin-Kurzinfusion steigt die Konzentration des Von-Willebrand-Faktors um das bis zu Fünffache an.
Bei Typ 2 B wirkt Desmopressin nicht. In diesen und anderen Fällen mit fehlender Wirkung kommt die Substitution des Von-Willebrand-Faktors und in akuten Fällen die Gabe von aktiviertem Faktor VII oder Faktor VIII in Frage.
Bei Typ 3 wird in den meisten Fällen bei Traumata ein Von-Willebrand-Faktor/Blutgerinnungsfaktor VIII-Präparat verabreicht, oder es wird prophylaktisch in regelmäßigen Abständen (2–5 Tagen) substituiert.